# USS Flounder (SS-251)
USS Flounder (SS-251) là một tàu ngầm lớp Gato từng phục vụ cùng Hải quân Hoa Kỳ trong Chiến tranh Thế giới thứ hai. Nó là chiếc tàu chiến duy nhất của Hải quân Hoa Kỳ được đặt cái tên này, theo tên một loài trong bộ Cá bơn. Nó đã phục vụ trong suốt Thế chiến II, thực hiện tổng cộng sáu chuyến tuần tra, đánh chìm một tàu Nhật Bản với tải trọng 2.681 tấn. Được cho ngừng hoạt động sau khi xung đột chấm dứt vào năm 1947, con tàu cuối cùng bị bán để tháo dỡ vào năm 1960. Flounder được tặng thưởng hai Ngôi sao Chiến trận do thành tích phục vụ trong Thế Chiến II.

## Thiết kế và chế tạo
Lớp tàu ngầm Gato được thiết kế cho mục đích một tàu ngầm hạm đội nhằm có tốc độ trên mặt nước cao, tầm hoạt động xa và vũ khí mạnh để tháp tùng hạm đội chiến trận. Con tàu dài 311 ft 9 in (95,02 m) và có trọng lượng choán nước 1.525 tấn Anh (1.549 t) khi nổi và 2.424 tấn Anh (2.463 t) khi lặn. Chúng trang bị động cơ diesel dẫn động máy phát điện để cung cấp điện năng cho bốn động cơ điện, đạt được công suất 5.400 shp (4.000 kW) khi nổi và 2.740 shp (2.040 kW) khi lặn, cho phép đạt tốc độ tối đa 21 hải lý trên giờ (39 km/h) và 9 hải lý trên giờ (17 km/h) tương ứng. Tầm xa hoạt động là 11.000 hải lý (20.000 km) khi đi trên mặt nước ở tốc độ 10 hải lý trên giờ (19 km/h) và có thể hoạt động kéo dài đến 75 ngày và lặn được sâu tối đa 300 ft (90 m).
Lớp tàu ngầm Gato được trang bị mười ống phóng ngư lôi 21 in (530 mm), gồm sáu ống trước mũi và bốn ống phía phía đuôi tàu, chúng mang theo tối đa 24 quả ngư lôi. Vũ khí trên boong tàu gồm một hải pháo 3 inch/50 caliber, và thường được tăng cường một khẩu pháo phòng không Bofors 40 mm nòng đơn và một khẩu đội Oerlikon 20 mm nòng đôi, kèm theo súng máy .50 caliber và .30 caliber. Tiện nghi cho thủy thủ đoàn bao gồm điều hòa không khí, thực phẩm trữ lạnh, máy lọc nước, máy giặt và giường ngủ cho hầu hết mọi người, giúp họ chịu đựng cái nóng nhiệt đới tại Thái Bình Dương cùng những chuyến tuần tra kéo dài đến hai tháng rưỡi.
Flounder được đặt lườn tại xưởng tàu của hãng Electric Boat Company ở Groton, Connecticut vào ngày 5 tháng 12, 1942. Nó được hạ thủy vào ngày 22 tháng 8, 1943, được đỡ đầu bởi bà Astrid H. McClellan, và được cho nhập biên chế cùng Hải quân Hoa Kỳ vào ngày 29 tháng 11, 1943 dưới quyền chỉ huy của Hạm trưởng, Thiếu tá Hải quân Carl Arthur Johnson.

## Lịch sử hoạt động

### 1944
Sau khi hoàn tất việc chạy thử máy huấn luyện tại các vùng biển ngoài khơi New London, Connecticut và Newport, Rhode Island, Flounder chuẩn bị để được điều động sang khu vực Mặt trận Thái Bình Dương. Nó khởi hành từ Căn cứ Tàu ngầm Hải quân New London, băng qua kênh đào Panama và đi đến vịnh Milne, New Guinea vào ngày 6 tháng 3, 1944.

#### Chuyến tuần tra thứ nhất và thứ hai
Khởi hành vào ngày 17 tháng 3 cho chuyến tuần tra đầu tiên tại khu vực Palau, máy bay đối phương đã liên tục tuần tra làm giới hạn hoạt động của Flounder, nên nó ít tìm thấy mục tiêu phù hợp. Sau khi quay trở về vịnh Milne để tái trang bị, chiếc tàu ngầm đi đến Manus để huấn luyện, rồi lên đường vào ngày 3 tháng 6 cho chuyến tuần tra thứ hai. Vào giai đoạn diễn ra cuộc đổ bộ lên quần đảo Mariana, trong biển Philippine, nó dò được tín hiệu sonar nên đã tấn công và đánh chìm được chiếc tàu vận chuyển Nipponkai Maru (2.681 tấn) vào ngày 17 tháng 6. Tàu hộ tống đối phương phản công quyết liệt nhưng không hiệu quả. Đang khi di chuyển trên mặt nước vào ngày 24 tháng 6, nó bất ngờ bị hai máy bay đối phương tấn công, ném bom nổ sát tàu và gây một số hư hại. Chiếc tàu ngầm được tiếp nhiên liệu tại Manus vào ngày 6 tháng 7, rồi tiếp tục đi đến Brisbane, Australia để tái trang bị.

#### Chuyến tuần tra thứ ba
Trong chuyến tuần tra thứ ba từ ngày 1 tháng 8 đến ngày 4 tháng 10, Flounder khởi hành từ Brisbane và ghé đến Manus trong các ngày 8 và 9 tháng 8 trước khi hoạt động tìm kiếm và giải cứu phục vụ cho hoạt động không kích xuống quần đảo Philippine. Trong những dịp bắt gặp những mục tiêu phù hợp, nó chỉ tấn công một lần vào vào một tàu hộ tống đối phương, nhưng đối thủ né tránh được những quả ngư lôi phóng vào nó và quay lại phản công bằng mìn sâu. Chiếc tàu ngầm được tiếp liệu tại Mios Woendi, New Guinea từ ngày 28 tháng 8 đến ngày 1 tháng 9, rồi kết thúc chuyến tuần tra tại vịnh Davao và quay trở về Brisbane.

#### Chuyến tuần tra thứ tư
Flounder lên đường vào ngày 27 tháng 10 cho chuyến tuần tra thứ tư cùng hai tàu ngầm khác tại khu vực biển Đông. Tại phía Bắc eo biển Lombok vào ngày 10 tháng 11, nó phát hiện một vật thể được cho là một thuyền buồm nhỏ, nhưng nhận ra là tháp chỉ huy của một tàu ngầm khi tiếp cận. Flounder lặn xuống để tấn công, phóng một loạt bốn quả ngư lôi và ghi được một quả trúng đích kèm theo một vụ nổ thứ phát, và khiến cho đối thủ bốc cháy. Khi nó trở lên độ sâu kính tiềm vọng để quan sát nữa giờ sau đó, mục tiêu đã biến mất khỏi mặt nước. Tàu ngầm U-537, một trong mười tàu U-boat Đức được phái sang hoạt động tại các vùng biển Ấn Độ Dương và Châu Á, đã bị Flounder đánh chìm tại tọa độ 07°13′N 115°17′Đ / 7,217°N 115,283°Đ. Đến ngày 21 tháng 11, nó lại tấn công một đoàn tàu vận tải ngoài khơi Palawan, đánh chìm được tàu buôn Gyosan Maru (5.698 tấn) để kết thúc chuyến tuần tra.

### 1945

#### Chuyến tuần tra thứ năm
Sau khi được tái trang bị tại Fremantle, Australia từ ngày 13 tháng 12, 1944 đến ngày 7 tháng 1, 1945, Flounder lên đường cho chuyến tuần tra thứ năm, nhưng buộc phải quay trở lại từ ngày 12 đến ngày 14 tháng 1 để sửa chữa máy đo độ sâu. Sau đó nó dẫn đầu một đội phối hợp tác chiến "Bầy sói" bao gồm ba tàu ngầm để hoạt động tại biển Đông. Trong các ngày 12 và 13 tháng 2, đội tác chiến đã theo đuổi một lực lượng đặc nhiệm đối phương, nhưng không thể đi đến vị trí tấn công phù hợp. Vào ngày 22 tháng 2, sau khi phóng một loạt bốn quả ngư lôi vào một tàu tuần tra đối phương, hai quả ngư lôi đã chạy loạn xạ và suýt đâm ngược trở lại chiếc tàu ngầm nếu như hạm trưởng đã không cơ động khéo léo để né tránh. Ba ngày sau đó, nó lại mắc tai nạn va chạm với tàu ngầm Hoe (SS-258) ở độ sâu 66 ft (20 m), nhưng chỉ bị hư hại rò rỉ nhẹ và nhanh chóng được sửa chữa. Nó kết thúc chuyến tuần tra khi quay trở về căn cứ tại vịnh Subic, Philippines.

#### Chuyến tuần tra thứ sáu
Sau khi được tái trang bị tại vịnh Subic từ ngày 26 tháng 2 đến ngày 16 tháng 3, Flounder lại dẫn đầu một đội tác chiến "Bây sói" truy lùng mục tiêu ở phía Nam đảo Hải Nam. Họ bắt gặp một đoàn tàu vận tải lớn vào ngày 29 tháng 3, nhưng bị máy bay đối phương tấn công trước khi kịp phóng ngư lôi vào các tàu buôn. Chiếc tàu ngầm kết thúc chuyến tuần tra tại Saipan vào ngày 22 tháng 4, và được lệnh quay trở về vùng bờ Tây để đại tu.
Kết thúc công việc sửa chữa, Flounder đi đến Trân Châu Cảng đúng vào lúc Nhật Bản chấp nhận đầu hàng vào ngày 15 tháng 8, giúp chấm dứt vĩnh viễn cuộc xung đột. Nó được lệnh quay trở về vùng bờ Đông, đi đến thành phố New York vào ngày 18 tháng 9. Sau khi bị bỏ không tại Portsmouth, New Hampshire và New London, Connecticut, con tàu được cho xuất biên chế tại New London vào ngày 12 tháng 2, 1947, và được đưa về Hạm đội Dự bị Đại Tây Dương. Tên nó được cho rút khỏi danh sách Đăng bạ Hải quân vào ngày 1 tháng 6, 1959, và con tàu bị bán để tháo dỡ cùng ngày hôm đó.

## Phần thưởng
Flounder được tặng thưởng hai Ngôi sao Chiến trận do thành tích phục vụ trong Thế Chiến II. Nó được ghi công đã đánh chìm U-537 cùng với một tàu buôn Nhật Bản với tải trọng 2.681 tấn.
|  |                           |  |
|  | Bronze star · Bronze star |  |

| Dãi băng Hoạt động Tác chiến  |                                                                         |                                      |
| Huân chương Chiến dịch Hoa Kỳ | Huân chương Chiến dịch Châu Á-Thái Bình Dương với 2 Ngôi sao Chiến trận | Huân chương Chiến thắng Thế Chiến II |